# Хабибуллин, Марат Марсович
Марат Марсович Хабибуллин (р. 29.07.1965) — российский учёный, лауреат Международной премии «За прорыв в фундаментальной физике» (Breakthrough Prize for Fundamental Physics) за открытие и исследование нейтринных осцилляций (2016).
Окончил МГУ.
С 1989 г. работает в Институте ядерных исследований (ИЯИ) РАН: стажёр-исследователь, младший научный сотрудник, старший научный сотрудник.
Кандидат физико-математических наук (2002, тема диссертации «Измерение Т-нечетной поляризации мюона в распадах положительного каона и ограничения на параметры нестандартных моделей СР-нарушения».
Участвовал в подготовке, проведении и анализе данных опытов по измерению околопорогового рождения нейтральных пионов на пучке протонов 160 МэВ в Мезонной фабрике ИЯИ РАН; по поиску нарушения Т-четности в распадах положительных каонов — эксперимент E246 в КЕК, Япония; по измерению редких распадов положительных каонов — экспериментов E949 в БНЛ, США. Занимается изучением осцилляционных свойств нейтрино в экспериментах К2К и T2K, Япония.
Участник проектов: Babу-MIND в рамках Нейтринной Платформы (ЦЕРН), Гипер-Камиоканде (Япония) и SHiP (ЦЕРН). Выступал с научными докладами на международных конференциях.
В 2015 г. был одним из организаторов Международной конференции по новым фотодетекторам PhotoDet2015, г. Троицк.
С 2013 г. член, с 2017 председатель Совета по подготовке докладчиков эксперимента T2K (Speakers Board).